# Dallas Wings
Dallas Wings es un equipo de baloncesto femenino estadounidense de la WNBA, con base en Arlington, Texas. Debutaron en la temporada 1998 en Detroit, Míchigan, gracias a la expansión de la liga ese año. El equipo era hermano de la escuadra masculina de la misma ciudad, los Detroit Pistons. En 2010 el equipo se trasladó a la ciudad de Tulsa con el nombre Tulsa Shock y en 2016 cambió de nuevo de ubicación, esta vez a Arlington, con el nombre de Dallas Wings.

## Historia
La franquicia se puso en marcha en 1998, haciéndose cargo de la dirección del equipo la miembro del Salón de la Fama Nancy Lieberman. Ficharon una mezcla de jugadoras novatas con otro bun grupo de veteranas, pero en sus primeros años de vida los resultados no llegaron. Tan sólo en 1999 llegaron a la primera ronda de play-offs. Toda esta trayectoria cambió cuando fue fichado como entrenador el legendario jugador de la NBA Bill Laimbeer, en el año 2002. Los propietarios del equipo aeptaron la idea del nuevo director técnico de renovar la plantilla, llegando a predecir que serían campeones al año siguiente.
Y la predicción se cumplió. Las Shock se plantaron en la final, donde se encontrarían a la versión femenina de los Lakers, las Sparks, a las que derrotaron por 2 victorias a 1. El encuentro decisivo batió el récord de espectadores viendo un partido femenino, siendo seguido por 22076 personas. Fue la primera franquicia de la WNBA en pasar del último puesto de la liga al primero en tan sólo un año.
En 2005, otro exjugador de los Pistons, Rick Mahorn, sería contratado como entrenador asistente de Laimbeer. Y en 2006 consiguieron su segundo anillo de campeonas, al derrotar en la final a las Sacramento Monarchs por 3-2.